# Musanga cecropioides
Musanga cecropioides R.Br. ex Tedlie, comunemente noto come "albero ombrello", è un albero della famiglia delle Urticaceae, diffuso in Africa, dalla Sierra Leone all'Angola e ad est dell'Uganda.

## Descrizione
Può raggiungere un'altezza di 30 metri e un diametro da 30 a 90 cm.
Il tronco è di color bianco-giallo con una struttura ruvida, granulare. 

## Usi
Il legno è utilizzato per costruire zattere e giocattoli.